# امریتسوسیکا
امریتسوسیکا (به لاتین: Imeritsitosika) یک منطقهٔ مسکونی در ماداگاسکار است که در آریوونیمامو (بخش) واقع شده‌است.
 امریتسوسیکا  ۳۳٬۰۰۰ نفر جمعیت دارد و ۱٬۳۰۱ متر بالاتر از سطح دریا واقع شده‌است.